# Фуасси
Фуасси́ (фр. Foissy) — коммуна во Франции, находится в регионе Бургундия. Департамент коммуны — Кот-д’Ор. Входит в состав кантона Арне-ле-Дюк. Округ коммуны — Бон.
Код INSEE коммуны 21274.

## Население
Население коммуны на 2010 год составляло 153 человека.
| 1962 | 1968 | 1975 | 1982 | 1990 | 1999 | 2010 |
| ---- | ---- | ---- | ---- | ---- | ---- | ---- |
| 196  | 195  | 162  | 146  | 138  | 135  | 153  |

## Экономика
В 2010 году среди 98 человек трудоспособного возраста (15-64 лет) 66 были экономически активными, 32 — неактивными (показатель активности — 67,3 %, в 1999 году было 64,0 %). Из 66 активных жителей работали 63 человека (37 мужчин и 26 женщин), безработных было 3 (2 мужчин и 1 женщина). Среди 32 неактивных 3 человека были учениками или студентами, 5 — пенсионерами, 24 были неактивными по другим причинам.